# Lucia Sardo
Lucia Sardo, all'anagrafe Aurora Sardo (Francofonte, 13 dicembre 1952), è un'attrice italiana.

## Biografia
Nata a Francofonte, è cresciuta a Catania dopodiché si è trasferita a Milano dove ha iniziato la sua carriera di attrice.
Dopo circa 15 anni di solo teatro, debutta nel 1992 nel cinema ne La discesa di Aclà a Floristella di Aurelio Grimaldi. Prosegue in ruoli "difficili" in La ribelle, Le buttane e I cento passi di Marco Tullio Giordana, dove interpreta la madre di Peppino Impastato. Negli ultimi anni lavora anche in fiction televisive. Dal 2011 è protagonista, insieme a Santo Pennisi, del programma culinario Masseria Sciarra in onda sul canale Alice.
Nel 2008 è candidata alle elezioni regionali in Sicilia per La Sinistra l'Arcobaleno, ma non viene eletta.
Nel 2021 è protagonista di una serie televisiva prodotta dalla Netflix, From Scratch, insieme con la collega nonché attrice Roberta Rigano.
Studia come attrice al Teatro Ventura, un gruppo di ricerca, che dal 1981 dirige l'istituto di Teatro Culturale con sede a Santarcangelo di Romagna e che  organizza per diversi anni il "Santarcangelo Festival". Frequenta vari laboratori di ricerca teatrale gestiti da insegnanti internazionali come: K. Azuma (danzatrice giapponese), A. Curan (musicista / ricercatore), R. Hart Theatre (ricercatori vocali), E. Dell’Orso (cantante lirico), C. Merlo, L. Flazen, M. Fabbri (attrice), T. Sudana (attore con Peter Brook, Bali), T. Guerra (sceneggiatore), P. Patfoord (antropologo), Juan Carlos Corazza.

### Vita privata
È sposata con il regista Marcello Cappelli (che l'ha diretta in molti spettacoli teatrali) e dal quale ha avuto un figlio, Gioacchino (1991), anche lui attore e regista, che ha preso parte alla terza stagione de L'onore e il rispetto, mentre lei ha partecipato alla quinta ed ultima stagione.

## Filmografia

### Cinema
- La discesa di Aclà a Floristella, regia di Aurelio Grimaldi (1992)
- La ribelle, regia di Aurelio Grimaldi (1993)
- Le buttane, regia di Aurelio Grimaldi (1994)
- Nerolio, regia di Aurelio Grimaldi (1996)
- Il macellaio, regia di Aurelio Grimaldi (1998)
- La stanza dello scirocco, regia di Maurizio Sciarra (1998)
- La fame e la sete, regia di Antonio Albanese (1999)
- I cento passi, regia di Marco Tullio Giordana (2000)
- L'amore di Marja, regia di Anne Riitta Ciccone (2002)
- Ma che colpa abbiamo noi, regia di Carlo Verdone (2003)
- Perdutoamor, regia di Franco Battiato (2003)
- Ladri di barzellette, regia di Bruno Colella e Leonardo Giuliano (2004)
- Sara May, regia di Marianna Sciveres (2004)
- L'iguana, regia di Catherine McGilvray (2004)
- Ultima fermata Mariù, regia di Francesco Dominedò (2005)
- Musikanten, regia di Franco Battiato (2005)
- Salvatore - Questa è la vita, regia di Gian Paolo Cugno (2006)
- Il 7 e l'8, regia di Ficarra, Picone e Giambattista Avellino (2007)
- Rosso Malpelo, regia di Pasquale Scimeca (2007)
- La siciliana ribelle, regia di Marco Amenta (2009)
- Scossa, regia di Carlo Lizzani, episodio Speranza (2011)
- Amiche da morire, regia di Giorgia Farina (2013)
- Più buio di mezzanotte, regia di Sebastiano Riso (2014)
- The Wait, regia di Tiziana Bosco (2016)
- Nato a Casal di Principe, regia di Bruno Oliviero (2017)
- Malarazza - Una storia di periferia, regia di Giovanni Virgilio (2017)
- Beate, regia di Samad Zarmandili (2018)
- Picciridda - Con i piedi nella sabbia (Alone with Her Dreams), regia di Paolo Licata (2019)
- Sulla giostra, regia di Giorgia Cecere (2021)
- Un giorno in più, regia di Fabio Bagnasco – cortometraggio (2023)
- Due mondi separati, regia di Marianna Sciveres (2023)
- Succede anche nelle migliori famiglie, regia di Alessandro Siani (2024)
- L'amore che ho, regia di Paolo Licata (2024)
- E poi si vede, regia di Giovanni Calvaruso (2025)

### Televisione
- La piovra 7 - Indagine sulla morte del commissario Cattani, regia di Luigi Perelli – miniserie TV (1995)
- Linda e il brigadiere – serie TV, 1 episodio (2000)
- Don Matteo – serie TV, 1 episodio (2001)
- Brancaccio, regia di Gianfranco Albano – miniserie TV (2001)
- Il commissario Montalbano – serie TV, episodio 4x07 (2002)
- Un caso di coscienza – serie TV, 1 episodio (2003)
- La omicidi – serie TV, 6 episodi (2004)
- L'uomo sbagliato, regia di Stefano Reali – miniserie TV (2005)
- Il padre delle spose, regia di Lodovico Gasparini – film TV (2006)
- La stagione dei delitti – serie TV, un episodio (2007)
- La baronessa di Carini, regia di Umberto Marino – miniserie TV (2007)
- Un medico in famiglia 6 – serie TV (2009)
- Mia madre, regia di Ricky Tognazzi – miniserie TV (2010)
- Il segreto dell'acqua – serie TV, 6 episodi (2011)
- Romanzo siciliano, regia di Lucio Pellegrini – miniserie TV (2016)
- L'onore e il rispetto - Ultimo capitolo – serie TV (2017)
- Il capitano Maria – serie TV (2018)
- From Scratch – serie TV (2022)

### Regia
- Con te e senza te – cortometraggio (2015)

## Riconoscimenti
- Ciak d'oro 2001 – Candidatura a migliore attrice non protagonista per I cento passi
- Nastro d’Argento 2001 – Candidatura a migliore attrice non protagonista per I cento passi

- 2012 – Premio alla Carriera all'Independent Media Fest di Vizzini
- Ciak d'oro 2020 – Candidatura a migliore attrice protagonista per Picciridda - Con i piedi nella sabbia[10]
- Nastro d'Argento 2020 –  Candidatura a migliore attrice protagonista per Picciridda - Con i piedi nella sabbia
- 2021 – Premio alla Carriera al Festival internazionale del Cinema di frontiera
- 2021 – Premio Mariangela Melato al BIF&ST Bari International Film&Tv Festival come Migliore Attrice Protagonista per Sulla Giostra